# Heatherella
Cohorte
Famille
Genre
Espèces de rang inférieur
- Heatherella acanthocharis Walter, 1997
- Heatherella callimaulos Walter, 1997

Les Heatherellina Walter, 1997 sont une cohorte d'acariens Mesostigmata d'Australie. Elle ne contient que deux espèces dans un genre (Heatherella Walter, 1997), une famille (Heatherellidae) et une superfamille (Heatherelloidea).